# 社会主义平等党 (斯里兰卡)
社会主义平等党（僧伽罗语：සමාජවාදී සමානතා පක්ෂය，拉丁转写：Samajavadi Samanathmatha Pakshaya；泰米尔语：சோசலிச சமத்துவக் கட்சி）是斯里兰卡的一个托洛茨基主义政党。该党成立于1968年，当时取名为革命共产主义联盟，创始成员是兰卡平等社会党（革命者）的一些前学生成员。该党的意识形态是共产主义、马克思主义、托洛茨基主义。该党的书记是Wije Dias。该党的总部位于斯里賈亞瓦德納普拉科特。该党出版多份刊物。该党是第四国际国际委员会的支部。